# Полонина-Царыньска
Полонина-Царынська (пол. Połonina Caryńska) — горный хребет на юго-востоке Польши.
Имеет пять вершин, самая высокая из которых Крухлы-Верх достигает в высоту 1297 метров. Хребет находится на территории Бещадского национального парка и входит в горную систему Западных Бещад.
На территории хребта, получившего своё название по наименованию располагающейся неподалёку деревни Царыньске, произрастают несколько видов редких растений и пролегает несколько туристических троп, в том числе и самый протяжённый маршрут в польских горах — Главный бескидский маршрут имени Казимежа Сосновского.